# Lobras
Lobras és un municipi de l'Alpujarra Granadina (província de Granada). Limita amb els municipis de Juviles, Bérchules, Cádiar, Albondón i Cástaras. L'ajuntament està format pels nuclis de Lobras i Tímar. Pel seu terme municipal passa el riu Guadalfeo i es localitza en el vessant sud de Sierra Nevada.
Aquest poble és el més petit en població de tota la comarca. L'arquitectura dels seus habitatges tenen clares coincidències amb les edificacions amazigues del nord d'Àfrica.